# Christian Reinhardt (Landrat)
Christian Reinhardt (gestorben 15. September 1710 in Webau) war ein sachsen-merseburgischer Landrat sowie Erb-, Lehn- und Gerichtsherr auf Webau.

## Leben
Er war der Sohn des Merseburger Kammerdirektors Johann Wilhelm Reinhardt auf Neukirchen und Webau. Frühzeitig trat er als Kammerassessor in den Dienst des Herzogs von Sachsen-Merseburg, zu dessen Landrat er aufstieg. Nach dem Tod des Vaters erbte er gemeinsam mit seinen Geschwistern die väterlichen Besitzungen, von denen er 1703 bei einer Erbteilung das Rittergut Webau erhielt, auf dem er sieben Jahre später starb. Sein Bruder Christian Gottfried Reinhardt überlebte ihn.
Sein einziges Kind, Henrietta Wilhelmina Reinhardt, heiratete den Rechtswissenschaftler Johann Gottfried Bauer und zog zu diesem in die Messestadt Leipzig.